# (203602) Danjoyce
(203602) Danjoyce est un astéroïde de la ceinture principale.

## Description
(203602) Danjoyce est un astéroïde de la ceinture principale. Il fut découvert le 4 mars 2002 à Desert Moon par Berton L. Stevens. Il présente une orbite caractérisée par un demi-grand axe de 2,37 UA, une excentricité de 0,15 et une inclinaison de 8,9° par rapport à l'écliptique.

## Compléments